# Equini
Equini es la única tribu viva de la subfamilia Equinae, que ha vivido en todo el mundo (excepto Australia). Aparecieron en el Hemingfordiano, etapa del Mioceno temprano (16,6-0 millones de años).  Se considera un clado monofilético.

## Taxonomía
- Tribu Equini
  - Subtribu Equina
    - Género Astrohippus †
    - Género Calippus †
    - Género Dinohippus †
    - Género Equus
    - Género Haringtonhippus †
    - Género Hippidion †
    - Género Onohippidium †
    - Género Pliohippus †
    - Género Protohippus †